# Perdita luteola
Perdita luteola is een vliesvleugelig insect uit de familie Andrenidae. De wetenschappelijke naam van de soort is voor het eerst geldig gepubliceerd in 1894 door Cockerell.